# 苗栗庁

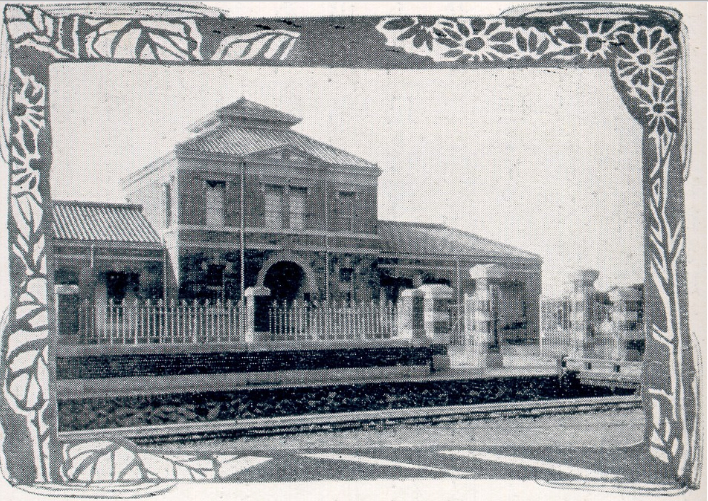
苗栗庁舎

苗栗庁（びょうりつちょう）は、日本統治時代の台湾の地方行政区分のひとつ。

## 歴史

### 沿革
- 1901年（明治34年）11月 - 台中県から分立し成立する。大湖、三叉河、後壠、通霄、大甲の5つの支庁および直轄区域を管轄した。
- 1903年（明治36年）3月 - 大湖支庁罩蘭区暗山庄が台中庁に編入[1]。
- 1905年（明治38年）9月 - 新庁舎落成。
- 1909年（明治42年）10月 - 苗栗庁は廃止となり新竹庁および台中庁に編入する。

## 行政

### 歴代庁長
- 家永某